# Сас Контредас (Сасари)
Сас Контредас је насеље у Италији у округу Сасари, региону Сардинија.
Према процени из 2011. у насељу је живело 29 становника. Насеље се налази на надморској висини од 83 м.